# Robert Wolski
Robert Wolski (ur. 8 grudnia 1982 w Łęczycy) – polski lekkoatleta, skoczek wzwyż.

## Osiągnięcia
Należy do najniższych skoczków wzwyż (179 cm) i zarazem o najlepszym przewyższeniu. Olimpijczyk z Aten (2004). Reprezentuje barwy MKLA Łęczyca. Finalista halowych mistrzostw świata (2006 - 8. miejsce). W 2005 roku reprezentant Polski na halowych mistrzostwach Europy w Madrycie (eliminacje: 2,27 m). W 2003 roku był czwarty na młodzieżowych mistrzostwach Europy w Bydgoszczy. Wielokrotny medalista mistrzostw Polski seniorów. Mistrz Polski (2004), halowy mistrz Polski (2006). Brązowy medalista halowych mistrzostw Wielkiej Brytanii.

## Rekordy życiowe
Jego rekord życiowy w skoku wzwyż wynosi 2,31 m ustanowiony 2 września 2006 we Wrocławiu (9. wynik w historii polskiej lekkoatletyki).